# Бабол
Бабол (перською: بابل; до 1930 р. — Барфоруш) — місто на півночі Ірану, у провінції Мазандаран.
Населення — 204 878 чоловік (2005).

## Історія
Місто побудовано у XVI ст. на місці давнього міста Мамтер (назва походить від «Мах Мітра» — «Великий Мітра»). Своє значення як міста отримав за часів правління Фетха Алі-шаха (1797-1834). Шах Аббас I (1587-1629) мав у місті палац, руїни якого збереглися до наших днів.
Раніше Бабол носив ім'я Барфорушдех, потім — Барфоруш.

## Географія та клімат
Бабол розташований приблизно за 24 км від Каспійського моря, на західному березі річки Бабол, через що отримає достатню річну суму опадів. На півночі Бабол межує з містом Баболсар, на сході — з Ґаєм-Шахром та Савад-Кохом, на заході — з Амолем.

## Пам'ятки
Руїни палацу шаха Аббаса І.

## Економіка
Розвинуті харчова та текстильна промисловість, сільське господарство (вирощують апельсини, лимони, мандарини), виробництво чаю, тютюну, бавовни, кенафа. Навколо міста багато рисових ферм.
Раніше продукцію вивозили через порт Баболсар на Каспійському морі, але після зниження рівня моря він втратив свої значення. Зараз там розташований аеропорт.
Бабол є важливим торговим центром на півночі країни. Він є промислово розвиненішим ніж сусідні міста.

## Освіта
В місті знаходяться декілька вищих навчальних закладів, серед них:
- Бабол-Ноширвані Технологічний університет
- Медичний університет Бабола
- Науково-технологічний університет Мазандарана
- Університет Мазандарана.
- Університет Пайям-Нур
- Університет Ісламік-Азад
- Коледж Сама

## Спорт
Бабол — місто баскетбольної команди Іранської Баскетбольної Суперліги «BEEM Mazandaran BC», яка грає на стадіоні Шахід-Саджуді-Арена. Також існують волейбольна і футбольна команди. Окрім цих команд Бабол відомий кількома спортсменами, такими як тенісист (настільний теніс) Носхад Аламян, чемпіон Азії, призер чемпіонату світу з греко-римської боротьби Башир Бабаджанзаде-Дарзі та інші.

## Особистості
У місті народились:
- Есмат Багерпур-е Баболі, відома як Делькеш (1924—2004) — іранська співачка.
- Імам Алі Хабібі (нар. 1931) — іранський борець вільного стилю, триразовий чемпіон світу, олімпійський чемпіон.